# Peachia parasitica
Peachia parasitica är en havsanemonart som först beskrevs av Agassiz 1859.  Peachia parasitica ingår i släktet Peachia och familjen Haloclavidae. Inga underarter finns listade i Catalogue of Life.